# No Surrender (2008)
No Surrender (2008) – gala wrestlingu zorganizowana przez amerykańską federację Total Nonstop Action Wrestling (TNA). Odbyła się 14 września 2008 w General Motors Centre w Oshawie w prowincji Ontario w Kanadzie. Była to czwarta gala z cyklu No Surrender oraz dziewiąte wydarzenie pay-per-view TNA w 2008 roku.
Karta wydarzenia składała się dziewięciu walk.

## Wyniki walk
Zestawienie zostało opracowane na podstawie źródeł:
| Nr                                 | Wyniki | Stypulacje                                                     | Czas  |
| ---------------------------------- | --- | -------------------------------------------------------------- | ----- |
| 1                                  | The Prince Justice Brotherhood (Curry Man, Shark Boy i Super Eric) pokonali The Rock 'n' Rave Infection (Christy Hemme, Jimmy Rave i Lance Rock)  | 6-osobowy Intergender Tag Team match                           | 8:00  |
| 2                                  | Awesome Kong (z Raishą Saeed) pokonała ODB | Falls Count Anywhere match                                     | 10:00 |
| 3                                  | Abyss i Matt Morgan pokonali Team 3D (Brother Devon i Brother Ray)                                                                                | Tag Team match                                                 | 11:30 |
| 4                                  | Sheik Abdul Bashir pokonał Peteya Williamsa (c) (z Rhaką Khan) i Consequences Creeda                                                              | 3-Way match o TNA X Division Championship                      | 8:15  |
| 5                                  | Taylor Wilde (c) (z Rhino) pokonała Angelinę Love (z Velvet Sky i Cute Kipem)                                                                     | Singles match o TNA Women’s Knockout Championship              | 5:50  |
| 6                                  | Sonjay Dutt pokonał Jaya Lethala | Ladder of Love match o SoCal Val                               | 13:20 |
| 7                                  | Beer Money, Inc. (James Storm i Robert Roode) (c) (z Jacqueline) pokonali The Latin American Xchange (Hernandez i Homicide) (z Héctorem Guerrero) | Tag Team match o TNA World Tag Team Championship               | 8:30  |
| 8                                  | A.J. Styles vs. Frank Trigg zakończył się bez rezultatu                                                                                           | Starcie na zasadach mieszanych sztuk walki                     | 6:07  |
| 9                                  | Samoa Joe (c) pokonał Christiana Cage’a i Kurta Angle’a                                                                                           | Three Ways to Glory match o TNA World Heavyweight Championship | 16:00 |
| (c) – mistrz/mistrzyni przed walką | |                                                                |       |